# Сульфонилмочевина
Сульфонилмочевина (англ. Sulfonylurea) — химическое соединение. Получают из сульфамида.
Производные сульфонилмочевины применяются в фармацевтике для производства лекарств и в сельском хозяйстве (Сульфонилмочевины — класс системных гербицидов).
В медицине используется как лекарственная субстанция для изготовления лекарственных средств, сахароснижающее лекарственное вещество. Применяется перорально для лечения сахарного диабета 2 типа. Действие препаратов сульфонилмочевины основано на стимуляции островковых клеток (бета-клеток) поджелудочной железы, которая приводит к выделению инсулина. Непосредственной мишенью является SUR1-рецептор АТФ-чувствительных калиевых ионных каналов.
К препаратам сульфонилмочевины относятся хлорпропамид, толазамид (син. толиназе), глибенкламид (син. амарил, антибет, апоглибурид, бетаназ, генглиб, гилемал, глемаз, глибамид, глибенкламид тева, глибурид, глиданил, глимистада, глизитол, глюкобене, даонил, дианти, маниглид, манинил, эугликон), толбутамид, глимепирид (син. глимепирид-тева, меглимид), гликлазид (син. глидиаб, диабетон МВ, диабинакс, диабрезид, предиан, реклид), глипизид (син. антидиаб, глибенез, глибенез ретард, минидаб, мовоглекен).

## Механизм действия производных сульфонилмочевины
1. Стимулируют бета-клетки поджелудочной железы (которые поддерживают уровень инсулина в крови, обеспечивают быстрое образование и выделение инсулина) и повышают их чувствительность к глюкозе.
2. Усиливают действие инсулина, подавляют активность инсулиназы (фермент, расщепляющий инсулин), ослабляют связь инсулина с белками, уменьшают связывание инсулина антителами.
3. Повышают чувствительность рецепторов мышечной и жировой тканей к инсулину, увеличивают количество инсулиновых рецепторов на мембранах тканей.
4. Улучшают утилизацию глюкозы в мышцах и печени путем потенцирования эндогенного инсулина.
5. Тормозят выход глюкозы из печени, подавляют глюконеогенез (образование глюкозы в организме из белков, жиров и др. неуглеводных веществ), кетоз (повышенное содержание кетоновых тел) в печени.
6. В жировой ткани: подавляют липолиз (расщепление жиров), активность продукции липазы триглицеридов (фермент, расщепляющий триглицериды до глицерина и свободных жирных кислот), усиливают поглощение и окисление глюкозы.
7. Подавляют активность альфа-клеток островков Лангерганса (альфа-клетки выделяют глюкагон, антагонист инсулина).
8. Подавляют секрецию соматостатина (соматостатин угнетает секрецию инсулина).
9. Увеличивают содержание в плазме крови цинка, железа, магния.

## Лекарственные препараты, которые усиливают или тормозят сахароснижающее действие препаратов сульфонилмочевины

### Усиливают сахароснижающее действие.
Аллопуринол, анаболические гормоны, антикоагулянты (кумарины), сульфаниламидные препараты, салицилаты, тетрациклины, бета-блокаторы, блокаторы МАО, безафибрат, циметидин, циклофосфамид, хлорамфеникол, фенфлурамин, фенилбутазон, этионамид, трометамол.

### Тормозят сахароснижающее действие.
- Никотиновая кислота и её производные, салуретики (тиазиды), слабительные,
- индометацин, тиреоидные гормоны, глюкокортикоиды, симпатомиметики,
- барбитураты, эстрогены, хлорпромазин, диазоксид, ацетазоламид, рифампицин,
- изониазид, гормональные контрацептивы, соли лития, блокаторы кальциевых каналов.

## Показания к применению
Препараты сульфонилмочевины назначаются при сахарном диабете 2 типа при наличии следующих условий:
- нормальная или повышенная масса тела больного;
- отсутствие возможности достижения компенсации заболевания только одной диетой;
- длительность заболевания до 15 лет.

## Противопоказания
Препараты сульфонилмочевины противопоказан в следующих случаях:
1. Кетоз, кетоацидоз, кома.
2. Цитопенические состояния (лейкопения, анемия, тромбоцитопения).
3. Беременность и лактация.
4. Поражения печени и почек.
5. Прогрессирующая потеря массы тела.
6. Повышенная чувствительность к сульфаниламидным препаратам.
7. Острые инфекции.
8. Оперативные вмешательства.
9. Ожоги.
10. Выраженные стадии нефропатии и ангиопатии нижних конечностей.

## Побочные реакции
1. Обусловленные фармакодинамическим действием — гипогликемические состояния, сульфамидорезистентнисть, хроническая передозировка препарата.
2. Токсикоалергические реакции — дискразия (нарушение состава и состояния) крови, поражение почек, холестатический гепатит, шум в ушах, головная боль, сыпь, васкулиты.
3. Диспепсические реакции — тошнота, рвота, запоры.
4. Полиморфные реакции — дисбактериоз, тератогенный эффект (повреждающий зародыш), гипонатриемия.